# Het vulkaaneiland
Het vulkaaneiland is het eerste verhaal van Dag en Heidi. Het verscheen een eerste maal in het weekblad Ohee in 1966 in twee delen, met name in nummer 179 (deel 1) en 180 (deel 2). Het werd in albumvorm uitgegeven in 2008 door Saga Uitgaven. Het verhaal verscheen ook integraal in de derde Kapoentjesomnibus in 1967.

## Personages
- Dag
- Heidi
- Vader van Dag en Heidi
- Kapitein Sven
- Wolf
- Dunn
- zeeroverskapitein
- Carlo
- Stor

## Verhaal
Dag en Heidi wonen samen met hun vader in een hutje aan de zee. Hun vader verdient zijn brood als visser. Ze hebben het niet breed, maar zijn toch gelukkig. Dag droomt ervan op een dag de zee op te varen en vreemde landen te ontdekken. Misschien is het leven daar wel beter, denkt hij. Zijn vader weet hem dat idee uit zijn hoofd te praten. Op een dag wordt de vader echter erg ziek. Hij voelt zijn einde naderen en vraagt op zijn sterfbed dat Dag goed voor zijn zusje wil zorgen en haar nooit in de steek mag laten. Dag belooft het. Als de vader sterft, staan de kinderen er alleen voor. Dag voorziet in het onderhoud van zijn zusje en zichzelf door de taak van zijn vader verder te zetten. Op een dag wordt het kleine vissersbootje van zijn vader vernield en ziet hij zich genoodzaakt om op een grotere vissersboot te gaan werken. Hij verdient echter te weinig en denkt terug aan zijn droom om naar de overkant te reizen. Hij begint harder te werken en spaart zoveel als hij kan. Hij wil een beter leven voor zichzelf en zijn zusje. Op zondag gaan de kinderen steeds wandelen op het strand. Daar vinden ze een mooie schelp die schittert als een parel. Met behulp van een steen breekt Dag de schelp in twee helften. In het dorp laat hij in elke helft een gaatje boren en een touwtje doorheen zetten. Op die manier hebben beide kinderen elk een hangertje. Dag is ervan overtuigd dat ze op die manier elkaar zullen terugvinden, moesten ze ooit gescheiden worden.
Als er op een dag een schip ligt aangemeerd, vertelt Dag zijn zusje over zijn plan. Als verstekelingen gaan ze aan het boord van het schip. Als ze eindelijk aan het varen zijn, is Dag blij om het slagen van zijn plan. De kinderen worden echter snel ontdekt door enkele matrozen. Deze brengen de kinderen naar de kapitein van het schip, kapitein Sven. Dag stelt de kapitein voor om op het schip te helpen met het uitvoeren van allerlei klusjes. De kapitein vindt het goed. Hijzelf neemt Heidi onder zijn hoede. Terwijl Dag goed bevriend geraakt met de andere bemanningsleden door zijn harde werken, raakt de kapitein steeds meer gesteld op Heidi. Als de kapitein erg ziek wordt, verzorgt Heidi de man zo goed en blijft dag en nacht bij hem waken. Door haar goede zorgen komt de man er al snel weer bovenop. De kapitein stelt Dag voor om voor hem te blijven werken op zijn schip en Heidi op te nemen in zijn huis. Hijzelf heeft immers een dochtertje die ongeveer even oud is als Heidi. Dit voorstel nemen de kinderen graag aan.
Op de terugweg komt het schip in een zware storm terecht. Dag slaat hierbij overboord. Hij slaagt er om zich drijvend te houden door zich vast te grijpen aan een stuk hout. Hij spoelt aan op een eiland. Van het schip ziet hij niets meer. Hij vraagt zich af of hij zijn zusje, de kapitein en bemanning van het schip nog terug zal zien. De aanwezigheid van Dag heeft de aandacht getrokken van een nieuwsgierige mensaap. De aap blijkt heel aardig te zijn en geeft Dag voedsel. Al snel wordt Dag beste maatjes met de grote aap, die hij Stor noemt. Stor is eigenlijk een orang-oetan die Dags grote beschermengel wordt. Stor grijpt meteen in als een wild dier Dag wil aanvallen. Dag ontdekt dat er ook een vulkaan op het eiland aanwezig is die nog steeds aan het sluimeren is. Hij merkt dat er ook nog andere mensen op het eiland zijn. Hij zoekt geen toenadering tot hen, want het blijken piraten te zijn die het eiland als schuilplaats gebruiken voor het verbergen van hun gestolen buit. Dag heeft gemerkt dat Wolf, de kok op de schuit van kapitein Sven gevangen is genomen door de piraten. De kapitein van de piraten stelt Wolf aan als hun eigen kok. De kapitein bedriegt echter zijn eigen mannen door een kistje vol goud en juwelen verborgen te houden. Hij verstopt dit onder de grond in zijn hut en wil deze kostbaarheden voor zichzelf houden. De kapitein stelt Dunn, een van zijn mannen, aan als bewaker van het kamp als de rest weer op rooftocht gaat. Dunn voelt al langer aan dat de kapitein kostbaarheden achterhoudt. Wolf weet te ontsnappen na een vechtpartij met Dunn. Wolf vindt echter Stor op zijn weg. De aap sleurt de kok met zich mee. Wolf begrijpt eerst niet wat Stor van hem wil, maar als hij dan de kreten van Dag hoort wordt het hem snel duidelijk. Toen Dunn achter Wolf aan het zoeken was, vond hij Dag op zijn weg en probeert de jongen gevangen te nemen. Stor komt echter tussenbeide. Dag is blij als ook Wolf tevoorschijn komt. Dunn vertelt dat hij Dag geen kwaad wilde doen en dat hij net zo graag als Dag en Wolf weg wil van het eiland. Hij wil daarvoor het schip van de kapitein kapen. Maar hij wil niet vluchten zonder het goud dat de kapitein voor zijn mannen verborgen houdt. Dag en Wolf beseffen dat ze geen andere keuze hebben dan Dunn te vertrouwen en met hem samen te werken.
Dag en Wolf zoeken zichzelf een schuilplaats waar ze buiten schot van de piraten kunnen blijven. Die vinden ze in een grot die zich op een hoge rots bevindt. Ze kunnen echter niet tot boven geraken, want de rotswanden zijn te steil Er staat echter een hoge boom vlak bij de rots. Dit brengt Dag op een idee. Via de boom klimt Dag op de rug van Stor naar boven en geraakt zo bij de grot. Wolf maakt met behulp van lianen en takken een touwladder. Op die manier kunnen Dag en Wolf steeds naar boven en beneden. Ze zorgen ervoor dat er steeds iemand boven blijft die het touwladder naar beneden laat als een van hen naar boven of beneden wil waarna het touwladder weer wordt opgetrokken zodat niemand anders de rots op kan.
Dunn heeft inmiddels de schatkist van zijn kapitein gevonden. Hij brengt dit naar het centrum van het eiland waar hij de kist begraaft. Hij weet niet dat Dag, Wolf en Stor hem hebben bespied. Het drietal graaft de kist op en begraven het op hun beurt dicht bij de vulkaan. Op die manier willen ze Dunn een lesje leren. De bedoeling is om het gestolen goed later aan de eigenaars terug te geven, althans dat is wat Dag voorstelt aan Wolf. Wolf twijfelt, maar laat dit niet aan Dag merken. Enkele dagen later merkt Dag op dat de rook boven de vulkaan veel dikker is dan anders. Als hij samen met Wolf en Stor tot bij de vulkaan gaat, horen ze gerommel. Ze vrezen voor een uitbarsting en besluiten om uit veiligheidsoverwegingen een vlot te bouwen. Daarmee kunnen ze het water ingaan als het eiland overspoeld dreigt te raken door de lava. De piraten komen vroeger terug dan verwacht tot ontgoocheling van Dunn. De kapitein vindt het niet eens erg als Dunn hem vertelt dat Wolf is weggelopen. De kapitein weet immers dat Wolf het eiland toch niet zonder schip kan verlaten. De kapitein wil zo snel mogelijk zijn nieuwe buit bij de rest begraven. Maar als hij merkt dat het kistje weg is, roept hij iedereen bij elkaar. Hij verdenkt meteen Wolf als dader. In groepjes van twee of drie zoeken de piraten naar Wolf.
Dunn is op zoektocht samen met Carlo, een nog jonge en tengere knaap aan. Dunn weet dat de jongen een goede stuurman is en vraagt hem of hij rijk wil worden. Hij weet de knaap te overtuigen met het schip uit te varen zodat ze samen kunnen vluchten met de schat. Dunn wil eerst de schat gaan ophalen, maar als hij bij de plek komt waar hij de schat had begraven, vindt hij niets. Dag en Wolf zijn inmiddels klaar met het vlot. De vulkaan dreigt nu elk moment te gaan uitbarsten. Wolf wil snel nog het kistje met goud gaan ophalen en beveelt Dag om zich voorlopig schuil te houden in de grot. Dag gehoorzaamt en samen met Stor gaat hij naar boven naar de grot. Boven gekomen rolt Stor een enorm rotsblok weg dat een gang onthult. Dag gaat naar beneden. Als hij bijna beneden is, hoort hij een stem. Dag kan het bijna niet geloven dat het de stem van zijn vader is, maar er is geen twijfel mogelijk. Dags vader zegt dat Wolf een dief is die het goud voor zichzelf wil houden. Hij vraagt zijn zoon om dat goud nooit aan te raken. Dag belooft het. Dags vader heeft gelijk, want Wolf wil inderdaad het goud voor zichzelf houden. Als Wolf bijna bij de vulkaan is, merkt hij dat de piraten hem op het spoor zijn. Dag en Stor vinden Wolf en zeggen dat het beter is om meteen te vluchten. Wolf wil echter niet zonder het goud vertrekken en beveelt Dag om weer naar de schuilplaats te gaan terwijl hij de kist gaat opgraven. Wolf loopt richting de vulkaan. Dag wordt verrast door de piratenkapitein en twee van zijn mannen. Ze willen hem vangen, maar dankzij Stor kan Dag ontkomen en terug snel boven bij de grot komen. Als de piraten hem achterna willen komen, gooit Stor een rotsblok naar beneden als waarschuwing. De piraten besluiten om Wolf te gaan zoeken. Ondertussen komt de vulkaan tot uitbarsting. Dunn loopt snel weg, zijn leven is hem liever dan het goud. Als hij de aanlegplaats van het schip heeft bereikt merkt hij dat Carlo in een paniekreactie is weggevaren. Alleen zo een schip besturen is echter veel te zwaar en Carlo vaart op een klip. Wolf is erin geslaagd om de kist op te graven, maar de lava is al heel snel bij hem. Het wordt hem noodlottig net zoals de andere piraten die door het gezonken schip niet meer van het eiland af kunnen. Dag en Stor houden zich al die tijd schuil in de grot en blijven als enigen gespaard van de ramp. Niet veel later zien ze een schip komen. Het is het schip van kapitein Sven. Heidi had al bijna de hoop opgegeven om haar broer nog terug te zien. Als kapitein Sven zijn verrekijker richt op de rots ziet hij Dag met Stor. Heidi is dolgelukkig om haar broer terug te zien. Dag vertelt hen het hele verhaal. Ze nemen afscheid van Stor die een dichtbebost eiland als nieuwe verblijfplaats krijgt. Kapitein Sven zegt dat ze nu koers naar huis zetten, een nieuwe thuis voor Dag en Heidi.